# 御茶ノ水ロック
『御茶ノ水ロック』（おちゃのみずロック）は、テレビ東京で2018年1月18日から3月8日まで放送されたテレビドラマ。但しその前後、2018年1月11日放送分は事前特番、2018年3月15日放送分はテレビドラマと同内容の舞台版メイキングを放送した。

## 概要
「男水!」（日テレ）以来のテレビドラマと舞台演劇の連動企画を行うポリゴンマジック制作によるオリジナルテレビドラマ。キャストは地上波深夜ドラマと舞台の音楽劇両方に出演、さらに舞台では劇中ロックバンドとして楽器の生演奏に挑戦する。ロケ地は、舞台となる御茶ノ水駅周辺の他、墨田区京島三丁目の下町人情キラキラ橘商店街内原公園でも行われた。

## あらすじ
ミュージシャンなら誰もがあこがれる日本武道館。子供の頃から同じ夢を掲げた兄弟は、母の死後に別の道へと進んだ数年後、兄の片山亮は人気バンド「The DIE Is Cast」の音楽プロデューサーへ、弟の片山始はロックバンド「DYDARABOTCH」を結成しギタリストへと、道を分かれた。兄に認められたい一心で、始はギターボーカルとして「DYDARABOTCH」での武道館を目指す。

## 登場人物
※演のキャストはテレビドラマ版・舞台版共通。ただし、「T&E MUSIC」項の人物は舞台版、「その他」項の人物はテレビドラ版にのみ出演。
※登場人物の年齢に関しては、全て公式HPのCHARTより引用。

### 片山兄弟
片山始（かたやま　はじめ）
演 - 佐藤流司
本作の主人公。片山亮の弟。23歳。ダイダラボッチのメンバーと共に武道館のステージに立つことを目標に、ひたむきに音楽と向き合っている。当初は奈良と共にギターを担当していたが、劇中でヴォーカルへ転向。幼い頃に母親と兄の三人で交わした、「兄とバンドを組んで武道館でライブをする」という約束が夢の原点となっている。
片山亮（かたやま　りょう）
演 - 染谷俊之
片山始の兄。27歳。インディーズのレコード会社「クリムゾン・スカイ・レコード」の社長。解散した伝説のロックバンド「The CROW」のギタリストだったが、現在は音楽プロデューサーとして、「The DIE Is Cast」のプロデュースに注力している。母親の死後、始との兄弟関係に軋轢が生じ、別々の道を歩むが、数年後、DICのライブ中に始との再会を果たす。

### DYDARABOTCH
片山始が中心となって結成したロックバンド「DYDARABOTCH」（ダイダラボッチ）。当初は５人組バンドだったが、三浦の脱退により、2017年10月以降は始と下記の3名で活動を行っている。現在、レーベルには所属していない。
奈良悠介（なら　ゆうすけ）
演 - 前山剛久
ギター担当。23歳。始と同じ中学校出身で、始のことを「始ちゃん」と呼び、篤い信頼を寄せる。お調子者で、高いコミュニケーション能力を有するが、その能力は主に女の子の前と、合コンのセッティング時に発揮される。
新田誠（にった　まこと）
演 - 松本岳
ベース担当。24歳。リズムキープに定評のある、都内インディーズバンド界隈では有名なベーシスト。大手デベロッパーの御曹司であり、25歳までにプロのミュージシャンになれなければ実家の家業を継ぐことになっている。
乾慎吾（いぬい　しんご）
演 - 宮城紘大
ドラム担当。22歳。無口で人見知りだが、性格はピュアで真面目。趣味は読書で、クリスチャンでもある。劇中では、童貞であることを奈良や始たちにしばしばからかわれている。

### クリムゾン・スカイ・レコード

#### The DIE Is Cast
ダイダラボッチとライバル関係にあるロックバンド。片山亮が代表を務めるレーベル「クリムゾン・スカイ・レコード」に所属している。元は「ヘブンズドア」というバンド名だったが、ビジュアル系の印象が強いとして、亮の指示により「The DIE Is Cast」（ザ ダイス イズ キャスト）と名称を改めた。略称はDIC。
逢坂翔平<SHO>
演 - 崎山つばさ
五十嵐隼人<ARASHI>
演 - 砂原健佑
吉原公太<KO-TA>
演 - Chiyu
橘蓮<REN>
演 - 夛留見啓助
藤瀬和也<KAZUYA>
演 - 谷水力

#### クリムゾン・スカイ・レコードのスタッフ
黒岩一馬（くろいわ　かずま）
演 - 菊田大輔
かつてはT&E MUSICグループに所属していたが、現在は片山亮の秘書を務めている。

### T&E MUSIC
桐山純哉（きりやま　じゅんや）
演 - 荒木宏文
「The CROW」の元ヴォーカル。現在は大手レーベル「T&E MUSIC」（ティー アンド イー ミュージック）に所属し、ソロでの音楽活動を行っている。誰もが嫉妬するほどの歌唱力を持ち、そのカリスマ性は若手の憧れの的。自分の歌と亮のギターこそが「The CROW」であると考えており、城崎と共に強引な手を使って亮を引き入れ、「The CROW」の再結成を目論む。
城崎丈（しろさき）
演 - 大塚尚吾
桐山の担当A&Rで、片山亮の秘書・黒岩の元上司。

### The CROW
突如電撃解散した伝説のロックバンド。片山亮（リーダー、ギター担当）、桐山純哉（ヴォーカル担当）以外のメンバー構成は不明だが、舞台版では、亮と桐山を含めた4名分のシルエットで「The CROW」（ザ　クロウ）のメンバーが表現されている。

### その他
片山詩織（かたやま　しおり）
演 - 西丸優子
始と亮の母親。「スナック シオリ」を経営しながら、二人を育て上げる。心臓の病気を患い、始が高校生の時に死去。
斎藤雅晴（さいとう　まさはる）
演 - 中西良太
始のバイト先「バー・サウスポー」のマスター。
チャダ
演 - バルニー・S
「ダイダラボッチ」前ボーカル三浦のアパートの隣の住人。
釘宮守
演 - 西興一朗
楽器店員。
荒巻秀幸
演 - 鈴木勝吾
インディーズバンドの最高峰を決めるライブイベント「バズ・ロック・フューチャー」のイベントプロデューサー。
三浦篤史
演 - 土屋シオン
「ダイダラボッチ」の前ボーカル。彼女の妊娠を機に脱退。
新田麗奈
演 - 青木愛美
新田誠の妹。

## 主題歌
「君のいない夜を越えて」
作詞・作曲・歌 - MY FIRST STORY

## スタッフ
- 原案-カタヤマ
- 脚本-田中眞一
- 音楽（挿入歌提供）-SHO from MY FIRST STORY
- 監督-横尾初喜、直、畝田光記
- 企画制作-ポリゴンマジック
- 主催[10]-御茶ノ水ロック製作委員会

## 配信情報
| 配信期間                | 配信時間        | 配信サイト |
| ----------------------- | --------------- | --- |
| 2018年1月14日 - 3月18日 | 日曜 12:00 更新 | あにてれ ニコニコチャンネル [ 12 ] ビデオマーケット [ 13 ] |
| 2018年1月21日-          |                 | U-NEXT GYAO!ストア [ 14 ] auビデオパス TSUTAYAディスカス [ 15 ] Amazonインスタント・ビデオ DMM.com RakutenTV J:COMオンデマンド Googleplay milplus ふらっと動画 |

## メディアミックス

### 舞台
御茶ノ水ロック -THE LIVE STAGE-は、2018年3月30日から4月15日までの間、AiiA 2.5 Theater Tokyoで公演される大関真演出の音楽劇。なお、千秋楽ではライブビューイングが行われる。
稽古の様子や舞台メイキングはテレビドラマ放送後翌週の2018年3月14日に放送された。

### 漫画
七生作画によるコミカライズが月刊コミックジーン（KADOKAWA）で2018年1月号（2017年12月16日発売）から2018年11月号まで連載された。
- 七生（漫画）・カタヤマ（原案）『御茶ノ水ロック』、KADOKAWA〈MFコミックスジーンシリーズ〉、全2巻

1. 2018年3月27日発売[18] ISBN 9784040697628
2. 2018年10月25日発売[19] ISBN 9784040651194

### 小説
御茶ノ水ロック Track The DIE is CASTは、カタヤマ原案、三津留ゆう著による角川ビーンズ文庫より2018年4月1日発売のライトノベル。イラストはコミカライズと同じく七生が担当。ISBN 9784041068267

## 関連商品
| 発売日        | タイトル                                         | 規格品番  | 規格品番  | 最高位 |
| 発売日        | タイトル                                         | CD        | DVD+CD    | 最高位 |
| ------------- | ------------------------------------------------ | --------- | --------- | ------ |
| 2018年3月14日 | DYDARABOTCH ＆ The DIE is CAST『御茶ノ水ロック』 | EMPC-0077 | EMPC-0076 | TBA    |

| 発売日        | 規格品番  | 規格品番  | 最高位 |
| 発売日        | Blu-ray   | DVD       | 最高位 |
| ------------- | --------- | --------- | ------ |
| 2018年3月14日 | EMPB-0010 | EMPV-0016 | TBA    |